# (14829) Povalyaeva
(14829) Povalyaeva est un astéroïde de la ceinture principale.

## Description
(14829) Povalyaeva est un astéroïde de la ceinture principale. Il fut découvert le 3 octobre 1986 à Naoutchnyï par Lioudmila Karatchkina. Il présente une orbite caractérisée par un demi-grand axe de 2,38 UA, une excentricité de 0,28 et une inclinaison de 8,8° par rapport à l'écliptique.

## Compléments